# Anterhynchium histrionicum
Anterhynchium histrionicum är en stekelart som först beskrevs av Gerst. 1857.  Anterhynchium histrionicum ingår i släktet Anterhynchium och familjen Eumenidae. Inga underarter finns listade i Catalogue of Life.